# Carles Planas
Carles Planas Antolínez (* 4. März 1991 in Sant Celoni) ist ein spanischer Fußballspieler. Der linke Außenverteidiger spielt seit 2017 für den FC Girona.

## Karriere

### Verein
Planas genießt bereits seit dem zehnten Lebensjahr die Jugendausbildung des FC Barcelona. Er durchlief von da an die diversen Jugendteams des FC Barcelona. Von 2008 bis 2010 spielte Planas für die A-Jugend Barcelonas und wurde mit dieser 2009 Meister. Während dieser Zeit wurde er auch bereits drei Mal in der B-Mannschaft eingesetzt, die am Ende der Saison 2009/10 in die Segunda División aufstieg. Auch wenn Planas häufig mit Verletzungen zu kämpfen hat, gehört er seit der Saison 2010/11 zu den Schlüsselspielern des Barcelona B. Im August 2010 verlängerte der damals 19-Jährige seinen Vertrag bei Barcelona bis 2012.
Am 28. November 2012 debütierte Planas in der ersten Mannschaft, als er in der Copa del Rey im Rückspiel der 4. Runde gegen Deportivo Alavés eingewechselt wurde.

### Nationalmannschaft
2008 wurde Planas mit der spanischen U-17-Nationalelf Europameister bei dem Turnier in der Türkei. Hier stand er bei drei Spielen in der Startelf; die anderen zwei Spiele verpasste er wegen einer Verletzung.
Mit der spanischen U-19-Nationalmannschaft nahm er 2010 an der U-19-EM teil. Im ersten Gruppenspiel gegen Kroatien (2:1) bereitete er den Ausgleichstreffer durch Thiago vor. Er erreichte mit seinem Land schlussendlich das Finale, wo man der Gastgebernation Frankreich mit 1:2 unterlag. Planas und sein Barça-Teamkollege Marc Bartra waren bei diesem Turnier die einzigen Spieler, die alle fünf Spiele Spaniens über die volle Spieldauer bestritten.

## Erfolge
- Aufstieg in die Segunda División: 2010
- U-17-Europameister: 2008
- U-19-Vize-Europameister: 2010